# Оливейра, Хулио
Хулио Сезар Оливейра Да Силва (также известный как Хулио Оливейра, 1 февраля 1990 г., Сан-Паулу) — бразильский актёр телевидения, театра и диджея.

## Биография
Жулио Оливейра родился в Сан-Паулу, Бразилия, 1 февраля 1990 года. В детстве он любил актёрское мастерство и прослушивания. Он дебютировал в спектаклях в 2003 году. Его выступления на сцене привлекли внимание зрителей, которые пришли посмотреть на его выступления. в пьесах, поскольку его талант и отношение поразили остальных его коллег по фильму. В 2010 году дебютировал на маленьком экране в теленовелле «Ти-ти-ти», сыграв Анджело Моура, в 2011 году он был частью команды Brilhante, в 2012 году он был частью спектакля «Эквус», в 2013 году он был частью мыльной оперы ''Sangue Bom'', в 2014 году в том же году она была частью мыльной оперы ''Чудеса Иисуса'', уже в 2015 году она получила международное признание в мыльной опере'' Oz dez Mandamentos" под персонажем Chivale, в 2017 году он участвовал в сериале «Carinha do angel» в роли Фернандо, в 2018 году он был частью сериала Netflix «Gamebros» в роли Гаэля, в 2019 и 2020 годах он был частью сериала HBO «Дуро» в роли Фелипиньо, в этом же сериале он участвовал в создании, A Garota da Moto, в 2020 году он снялся в короткометражном фильме Offline, а в 2022 году он в настоящее время работает над Fantástico. Он работал диджеем и моделью для таких журналов, как Junior Magazine и Mais Junior. В 2015 году он произвел фурор во время съемок романа Oz Dez Mandamentos своим появлением в гей-журналах, фотографии которых датированы 2013 годом и не являются свежими

## Фильмография
| série / film                    | personnage   | an        | Support de diffusion |
| ------------------------------- | ------------ | --------- | -------------------- |
| Ti-ti-ti                        | Ângelo Moura | 2010-2011 | Rede Globo           |
| Brilhante F.C                   | Wagner       | 2011      | Rede Globo           |
| Sangue Bom                      | Peixinho     | 2013      | Rede Globo           |
| Os milagro da Jesus             | Duma         | 2014      | Rede Record          |
| Os dez Mandamentos              | Chivale      | 2015      | Rede Record          |
| Filme B — A Van Assassina       | Douglas      | 2017      | AnCine TV            |
| Filme B — O vampiro de Paulista | Escobar      | 2017      | AnCine TV            |
| Carinha do Anjo                 | Fernando     | 2017      | Rede Globo           |
| Gamebros                        | Gael         | 2018      | Netflix              |
| A Garota da Moto                | Laércio      | 2019      | Rede Globo           |
| Making Of                       | Enzo         | 2019      | Rede Globo           |
| Offline                         | Thiago       | 2020      | Virtual Plataform    |
| Hard                            | Felipe       | 2020      | HBO MAX / HBO        |